# كيفن ريتشاردز
كيفن ريتشاردز (بالإنجليزية: Kevin Richards)‏ (23 ديسمبر 1981 ببرمودا في المملكة المتحدة - ) هو لاعب كرة قدم أمريكي في مركز الدفاع. شارك مع منتخب برمودا لكرة القدم. أما مع النوادي، فقد لعب مع PHC Zebras ‏ وBermuda Hogges F.C. ‏.

## وصلات خارجية
- كيفن ريتشاردز على موقع قاعدة بيانات كرة القدم.إي يو (الإنجليزية)
- كيفن ريتشاردز على موقع ناشيونال فوتبول تيمز (الإنجليزية)